# Escandorgue
L'Escandorgue è un piccolo massiccio vulcanico e granitico situato nella zona meridionale del Massiccio Centrale, nel dipartimento dell'Hérault. Ha un andamento nord-sud che separa i bacini della Lergue e del Salagou a est dal bacino dell'Orb a ovest.